# Betsabea al bagno
Betsabea al bagno è un dipinto a olio su tavola (86x172 cm) di Franciabigio con aiuti di Bacchiacca, databile al 1523 e conservato nella Gemäldegalerie di Dresda. 

## Storia
L'opera era stata eseguita per l'anticamera nel palazzo di Giovan Maria Benitendi, destinata ad essere inserita in una boiserie assieme ad altri lavori di diversi artisti, secondo una moda che aveva l'esempio più alto e celebre nella camera nuziale Borgherini, eseguita pochi anni prima. Le altre opere che ne facevano parte erano: la Leggenda del figlio del re morto del Bacchiacca (Dresda, Gemäldegalerie), il Battesimo di Cristo, dello stesso Bacchiacca (Berlino, Gemäldegalerie), l'Adorazione dei Magi di Pontormo (Firenze, Galleria Palatina), oltre al celebre San Giovanni Battista di Andrea del Sarto (pure nella Galleria Palatina), che coronava le altre tavole più piccole.
La Betsabea si trova a Dresda dal 1750, quando venne acquistata dal marchese Suares.

## Descrizione e stile
Opera tarda del Franciabigio, è caratterizzata da una narrazione vivace che si dispone su più nuclei, sfruttando una ricca quinta scenografica di edifici rinascimentali in prospettiva. Re Davide, passeggiando sulla terrazza del suo palazzo, vede Betsabea che sta facendo il bagno. Anche se è a conoscenza che essa è moglie di Uria, uno dei suoi soldati attualmente impegnato in guerra, Davide si invaghisce di lei, la invita a casa propria ed ha una relazione con lei. Betsabea rimane incinta ed informa della cosa il re. Davide richiama il marito dalla guerra perché egli dorma con la propria moglie, ma Uria si rifiuta di dormire a casa propria. Il re comanda allora al suo generale di sferrare un attacco e di far mettere Uria in prima fila. Il comandante ubbidisce e Uria muore durante quest'attacco. Così Davide resta libero di prendere in moglie Betsabea (2 Samuele II, 1-27), venendo poi però punito da Dio.
I personaggi affacciati ai balconi erano frequenti nell'arte dell'epoca. Se ne trovano ad esempio anche nel Cenacolo di Andrea del Sarto.